# 1604
| [ Edytuj tabelę ]              | |
| Król Polski                    | - 1587 Zygmunt III Waza 1632 |
| Współksiążęta Andory           | - 1588 Andreu Capella 1609 - 1572 Henryk IV Burbon 1610                                                                                            |
| Król Anglii i Szkocji          | - 1603 Jakub I 1625 |
| Elektor Brandenburgii          | - 1598 Joachim Fryderyk 1608 |
| Książę Bawarii                 | - 1597 Maksymilian I Bawarski 1623 |
| Sułtan Brunei                  | - 1600 Shah Berunai 1605 |
| Cesarz Chin                    | - 1572 Wanli 1620 |
| Król Czech                     | - 1576 Rudolf II Habsburg 1611 |
| Król Danii                     | - 1588 Chrystian IV 1648 |
| Dalajlama                      | - 1589 Jonten Gjaco 1616 |
| Cesarz Etiopii                 | - 1597 Jakub 1606 - 1603 Zedyngyl 1604 |
| Król Francji                   | - 1589 Henryk IV 1610 |
| Król Hiszpanii                 | - 1598 Filip III 1621 |
| Landgraf Hesji-Kassel          | - 1592 Maurycy Uczony 1627 |
| Stadhouder Holandii            | - 1584 Maurycy Orański 1625 |
| Szach Iranu                    | - 1587 Abbas I Wielki 1629 |
| Państwo Wielkich Mogołów       | - 1556 Akbar 1605 |
| Król Irlandii                  | - 1603 Jakub I Stuart 1625 |
| Cesarz Japonii                 | - 1586 Go-Yōzei 1611 |
| Kalif                          | - 1603 Ahmed I 1617 |
| Patriarcha Konstantynopola     | - 1603 Rafał II 1607 |
| Władca Korei                   | - 1567 Sŏnjo 1608 |
| Książę Kurlandii i Semigalii   | - 1587 Fryderyk Kettler 1642 - 1587 Wilhelm Kettler 1616                                                                                           |
| Sułtan Maroka                  | - 1603 Abu Faris Abdullah 1608 |
| Senior Monako                  | - 1589 Herkules 1604 |
| Król Nawarry                   | - 1572 Henryk III 1610 |
| Król Norwegii                  | - 1588 Chrystian IV 1648 |
| Sułtan Omanu                   | - 1560 Abd Allah ibn Muhammad 1624 |
| Elektor Palatynatu             | - 1583 Fryderyk IV 1610 |
| Papież                         | - 1592 Klemens VIII 1605 |
| Książę Parmy i Piacenzy        | - 1592 Ranuccio I 1622 |
| Król Portugalii                | - 1598 Filip II 1621 |
| Książę w Prusach               | - 1568 Albrecht Fryderyk 1618 - 1603 Joachim Fryderyk (regent) 1608                                                                                |
| Car Rosji                      | - 1598 Borys Godunow 1605 |
| Cesarz Rzymski (niemiecki)     | - 1576 Rudolf II Habsburg 1612 |
| Kapitanowie Regenci San Marino | - 1603 Francesco Bonelli Lattanzio Valli 1604 - 1604 Pier Francesco Bonetti Giambattista Fabbri 1604 - 1604 Pier Marino Cionini Annibale Gozi 1605 |
| Elektor Saksonii               | - 1591 Krystian II Wettyn 1611 |
| Król Szkocji                   | - 1567 Jakub VI 1625 |
| Król Szwecji                   | - 1599 Karol IX Waza 1611 |
| Król Tajlandii                 | - 1590 Naresuan 1605 |
| Sułtan Turków                  | - 1603 Ahmed I 1617 |
| Doża Wenecji                   | - 1595 Marino Grimani 1606 |
| Król Węgier                    | - 1576 Rudolf II 1608 |
| Książęta Wirtembergii          | - 1593 Fryderyk I 1608 |

Rok 1604 / MDCIV
stulecia: XVI wiek ~
XVII wiek ~
XVIII wiek

lata: 1594 «
1599 «
1600 «
1601 «
1602 «
1603 «
1604
» 1605
» 1606
» 1607
» 1608
» 1609
» 1614

## Wydarzenia w Polsce
- Do Krakowa przybył Dymitr Samozwaniec, podający się za syna Iwana IV Groźnego, pretendent do tronu moskiewskiego.

- 17 kwietnia – zbiegły z Moskwy prawosławny mnich Griszka Otrepjew, podający się za cudownie ocalonego z zamachu w Ugliczu carewicza Dymitra, przyjął w Krakowie wyznanie rzymskokatolickie.
- 25 kwietnia – konsekracja późniejszej archikatedry św. Jana Chrzciciela i św. Jana Ewangelisty w Lublinie.
- 5 czerwca – odbył się ingres prymasa Jana Tarnowskiego do katedry gnieźnieskiej.
- 25 września – Jan Karol Chodkiewicz odniósł zwycięstwo nad Szwedami pod Białym Kamieniem[1].

## Wydarzenia na świecie
- 13 sierpnia – Karlove Vary zostały zniszczone przez pożar.
- 28 sierpnia – Anglia i Hiszpania podpisały w Londynie traktat pokojowy.
- 20 września – wojna osiemdziesięcioletnia: po ponad 3 latach oblężenia wojska hiszpańskie zdobyły Ostendę, bronioną przez niderlandzkich powstańców.
- 9 października – supernowa Gwiazda Keplera została zauważona w Drodze Mlecznej.
- 1 listopada – w Londynie odbyła się premiera dramatu Otello Williama Szekspira.

## Urodzili się
- 10 marca – Johann Rudolf Glauber, niemiecki aptekarz, alchemik i technolog (zm. 1670)
- 10 marca – Burchard Müller von der Lühnen, szwedzki wojskowy (zm. 1670)
- 18 marca – Jan IV Szczęśliwy, król Portugalii (zm. 1656)
- 5 kwietnia – Karol IV Lotaryński, książę Lotaryngii (zm. 1675)
- 1 maja – Ludwik Burbon-Soissons, jedyny syn Karola Burbona (zm. 1641)
- 4 czerwca – Klaudia Medycejska, księżniczka Toskanii, arcyksiężna Austrii (zm. 1648)
- 17 czerwca – Mauritz Johan von Nassau-Siegen, holenderski gubernator generalny holenderskiej Brazylii, książę Nassau (zm. 1679)
- 28 czerwca – Heinrich Albert, niemiecki kompozytor i poeta (zm. 1651)
- 12 sierpnia – Iemitsu Tokugawa, trzeci siogun z dynastii Tokugawa (zm. 1651)
- 16 sierpnia – Bernard, książę sasko-weimarski, landgraf Turyngii (zm. 1639)
- 3 listopada – Osman II, sułtan imperium osmańskiego (zm. 1622)
- 7 listopada – Bernard z Offidy, włoski kapucyn, błogosławiony Kościoła katolickiego (zm. 1694)

- data dzienna nieznana: 
  - Krzysztof Bobola, poeta (zm. 1641)
  - Jan Boeckhorst, malarz flamandzki pochodzenia niemieckiego (zm. 1668)
  - Wawrzyniec Gabler, gdański poeta i prawnik, sekretarz królewski (zm. 1665)
  - Jan van Galen, oficer holenderskiej marynarki wojennej (zm. 1653)
  - Islam III Girej, chan krymski (zm. 1654)
  - Mieczysław Mleczko ze Szkopów, dworzanin i sekretarz królewski (zm. 1646)
  - Zheng Zhilong, chiński pirat i polityk (zm. 1661)

## Zmarli
- 4 stycznia – Franciszek Nádasdy, węgierski możnowładca, mąż Elżbiety Batorówny (ur. 1555)
- 3 marca – Faust Socyn, twórca socynianizmu i doktryny religijnej Braci Polskich (ur. 1539)
- 14 maja - Piotr Ciekliński, polski pisarz i poeta renesansowy (ur. 1558)
- 10 czerwca – Isabella Andreini, aktorka commedii dell’arte i poetka włoska (ur. 1562)
- 11 czerwca – Johannes Montanus, lekarz ze Strzegomia
- 24 czerwca – Edward de Vere, znany z tego, że przypisuje mu się posługiwanie pseudonimem William Szekspir (ur. 1550)
- 14 lipca – Gaspard de Bono, hiszpański błogosławiony Kościoła katolickiego (ur. 1530)
- 12 sierpnia – Jan I Wittelsbach, hrabia palatyn i książę Palatynatu-Zweibrücken (ur. 1550)
- 29 sierpnia – Otto Henryk Wittelsbach, hrabia palatyn i książę Palatynatu-Sulzbach (ur. 1556)
- 30 sierpnia – Jan Juwenalis Ancina, włoski filipin, biskup Saluzzo, błogosławiony katolicki (ur. 1545)
- 8 października – Janus Dousa, holenderski poeta nowołaciński, tłumacz i historiograf (ur. 1545)
- 9 października – Ludwik IV (landgraf Hesji), landgraf Hesji-Marburg (ur. 1537)
- 12 listopada – Serafin z Montegranaro, włoski kapucyn, święty Kościoła katolickiego (ur. 1540)
- 24 listopada – Mikołaj Działyński, wojewoda chełmiński (ur. 1540)
- 29 listopada – Herkules I Grimaldi, senior Monako, syn seniora Honoriusza I Grimaldi i damy Izabeli Grimaldi (ur. 1562)
- wrzesień – Martin de Bertendona, hiszpański XVI-wieczny admirał (ur. ok. 1530)

- data dzienna nieznana: 
  - Jan Biliński, nauczyciel i wychowawca św. Stanisława Kostki (ur. ok. 1540)
  - Jan Bobola (1557-1604), poeta, polski szlachcic i rycerz (ur. 1557)
  - Dadu Dajal, poeta i nieortodoksyjny święty hinduistyczny wyzwolony za życia (ur. 1544)
  - Juan Fernández (żeglarz), hiszpański żeglarz i odkrywca wysp Pacyfiku (ur. 1536)
  - Stanisław Gomoliński, biskup łucki, biskup chełmski, biskup nominat kamieniecki
  - Giacomo della Porta – włoski architekt i rzeźbiarz (ur. 1540)
  - Bernardyn Quirini – włoski duchowny katolicki, franciszkanin
  - Marcin Strawiński – ciwun i horodniczy trocki, dzierżawca hupski, wójt mohylewski
  - Sosan Taesa – koreański mistrz sŏn (jap. zen; ur. 1520)
  - Hans Vredeman de Vries – niderlandzki rytownik, malarz, architekt i teoretyk architektury (ur. 1527)

## Święta ruchome
- Tłusty czwartek: 26 lutego
- Ostatki: 2 marca
- Popielec: 3 marca
- Niedziela Palmowa: 11 kwietnia
- Wielki Czwartek: 15 kwietnia
- Wielki Piątek: 16 kwietnia
- Wielka Sobota: 17 kwietnia
- Wielkanoc: 18 kwietnia
- Poniedziałek Wielkanocny: 19 kwietnia
- Wniebowstąpienie Pańskie: 27 maja
- Zesłanie Ducha Świętego: 6 czerwca
- Boże Ciało: 17 czerwca